# Oberheimbach
Oberheimbach ist eine Ortsgemeinde im Landkreis Mainz-Bingen in Rheinland-Pfalz. Sie gehört der Verbandsgemeinde Rhein-Nahe an, die ihren Verwaltungssitz in der Stadt Bingen am Rhein hat.
Seit 2003 ist Oberheimbach Teil des UNESCO-Weltkulturerbes Mittelrhein.

## Geographie
Oberheimbach liegt zwischen Koblenz und Bad Kreuznach im Tal des Heimbaches, etwa zwei Kilometer entfernt von Niederheimbach. Zu Oberheimbach gehört auch der Wohnplatz Kreuzmühle.
Angrenzende Nachbarorte von Oberheimbach sind Oberdiebach im Norden, Niederheimbach im Nordosten, Weiler bei Bingen im Südosten und das bereits zum Rhein-Hunsrück-Kreis gehörende Dichtelbach im Westen.

## Geschichte
Die älteste erhaltene Erwähnung von Heimbach findet sich in einer Urkunde vom 14. Juni 983, in der Kaiser Otto II. dem Mainzer Erzbischof Willigis seine Rechte im Bann Bingen bestätigte. Die erste eigenständige Erwähnung von Oberheimbach erfolgte 1050. Bedeutender Grundbesitz des Bistums Toul gelangte 1060 an das Kloster Cornelimünster, welches auch über Zehntrechte in Oberheimbach verfügte (belegt 1269) und Vögte einsetzte. Die Vogtei wurde 1270 an das Mainzer Kollegialsstift Mariengreden sowie das Mainzer Domstift verkauft. Für die nächsten Jahrhunderte war Mainz damit der wichtigste Grundbesitzer, und Kurmainz übte die Landesherrschaft aus. Daneben gab es aber auch weitere Grundbesitzer, u. a. war das Kloster Otterberg im Ort begütert.
Die Inbesitznahme des Linken Rheinufers durch französische Revolutionstruppen beendete die alte Ordnung. Der Ort wurde von 1798 bis 1814 Teil der Französischen Republik (bis 1804) und anschließend des Französischen Kaiserreichs. Oberheimbach wurde der Mairie Niederheimbach des Kantons Bacharach im Arrondissement Simmern des Rhein-Mosel-Departements zugeordnet. Nach der Niederlage Napoleons kam der Ort aufgrund der 1815 auf dem Wiener Kongress getroffenen Vereinbarungen zum Königreich Preußen und gehörte nun zum Kreis Sankt Goar des Regierungsbezirks Koblenz, der 1822 Teil der neu gebildeten preußischen Rheinprovinz wurde.
Als Folge des Ersten Weltkriegs war die gesamte Region dem französischen Abschnitt der Alliierten Rheinlandbesetzung zugeordnet. Nach dem Zweiten Weltkrieg wurde Oberheimbach innerhalb der französischen Besatzungszone Teil des damals neu gebildeten Landes Rheinland-Pfalz.

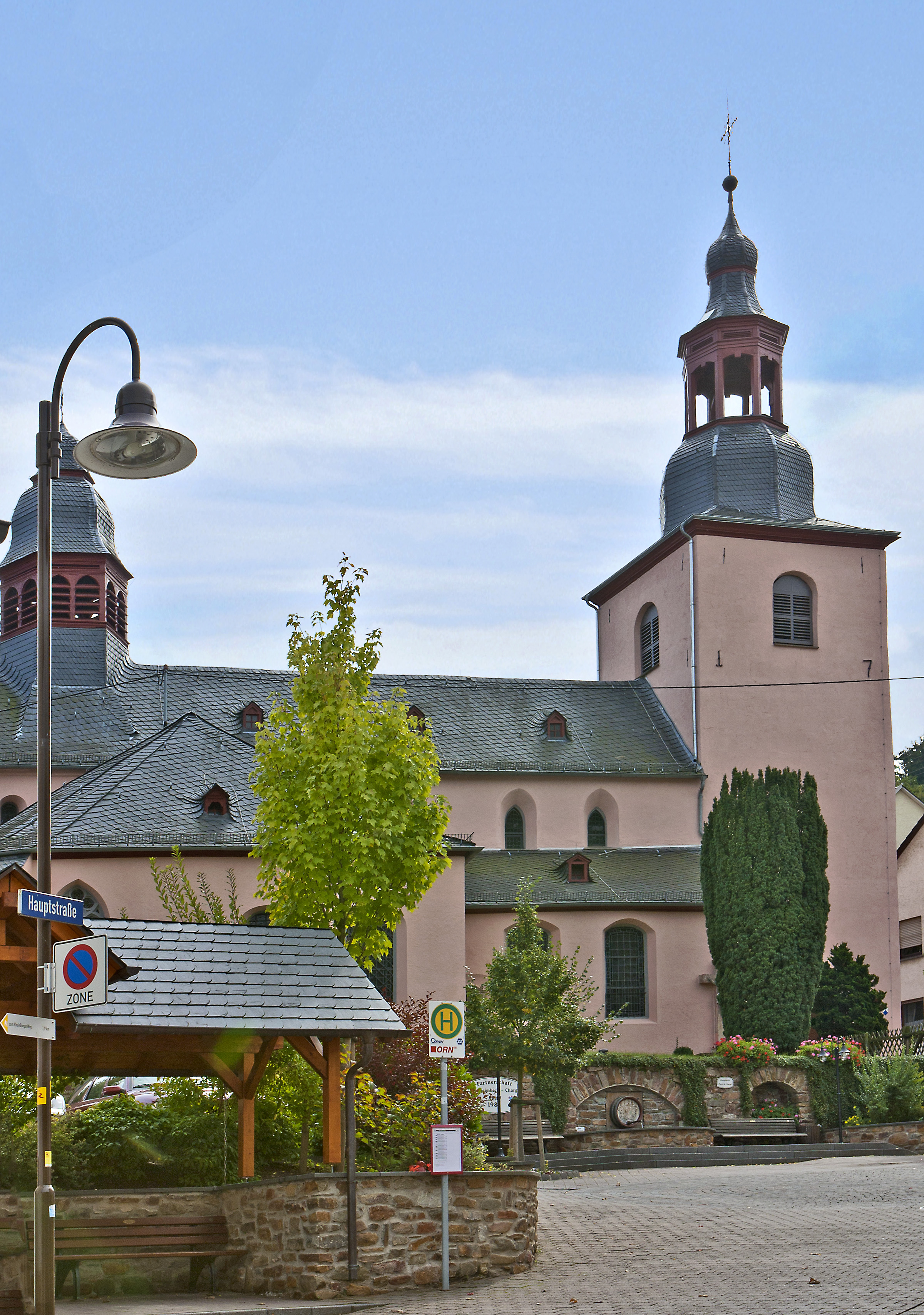
Katholische Pfarrkirche St. Margaretha
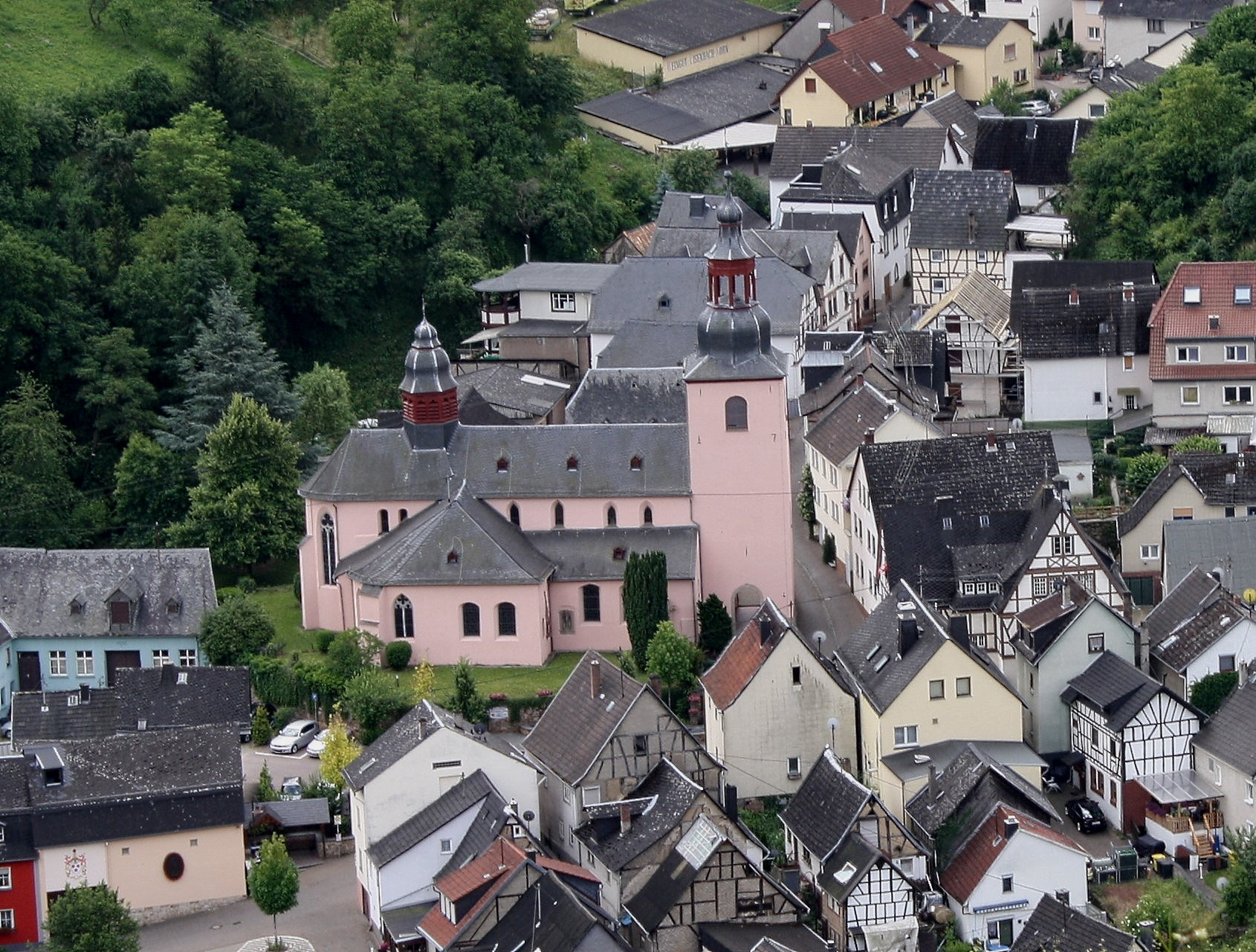
Ortsmitte – Pfarrkirche St. Margaretha
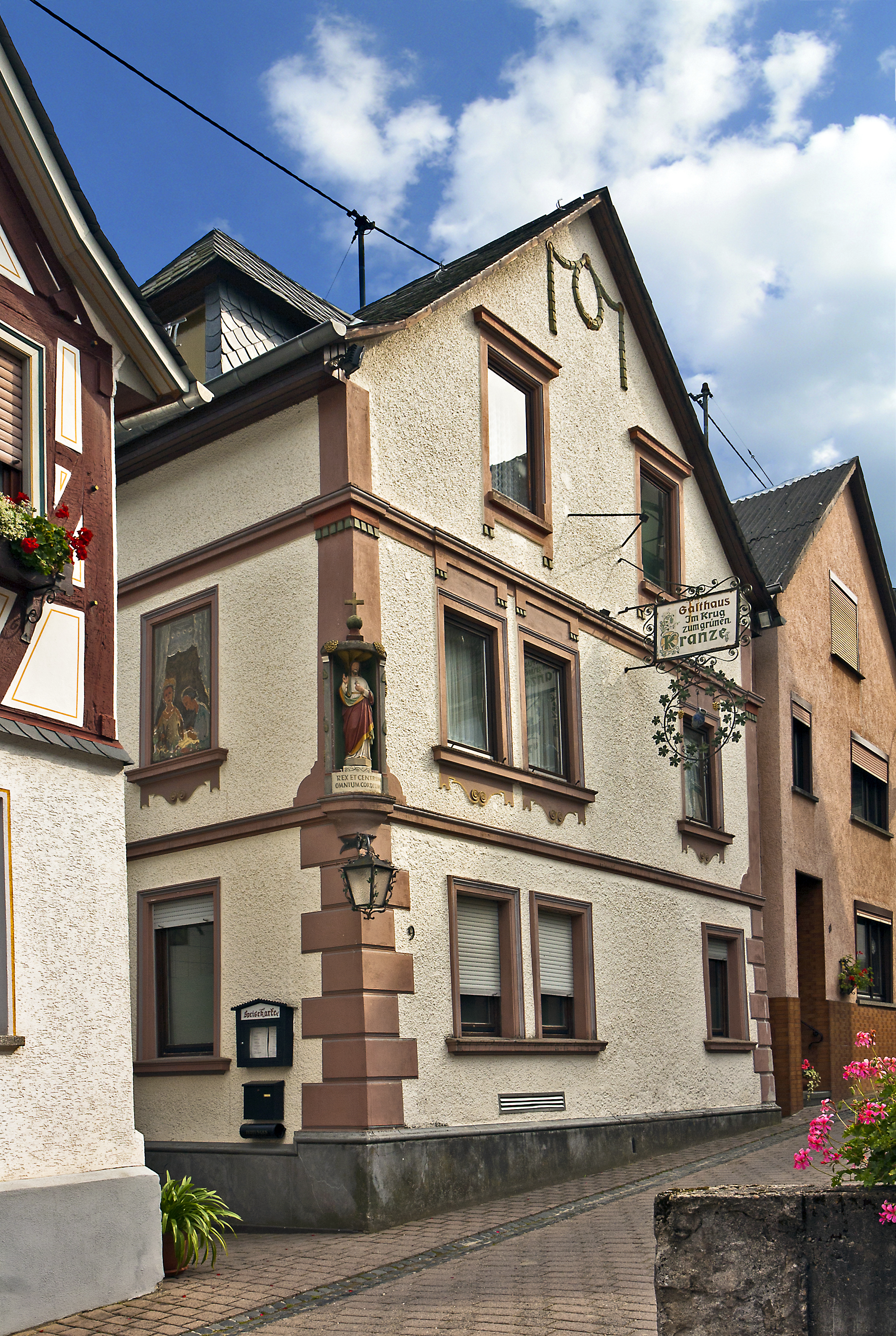
Gasthaus „Im Krug zum grünen Kranze“, erbaut 1898
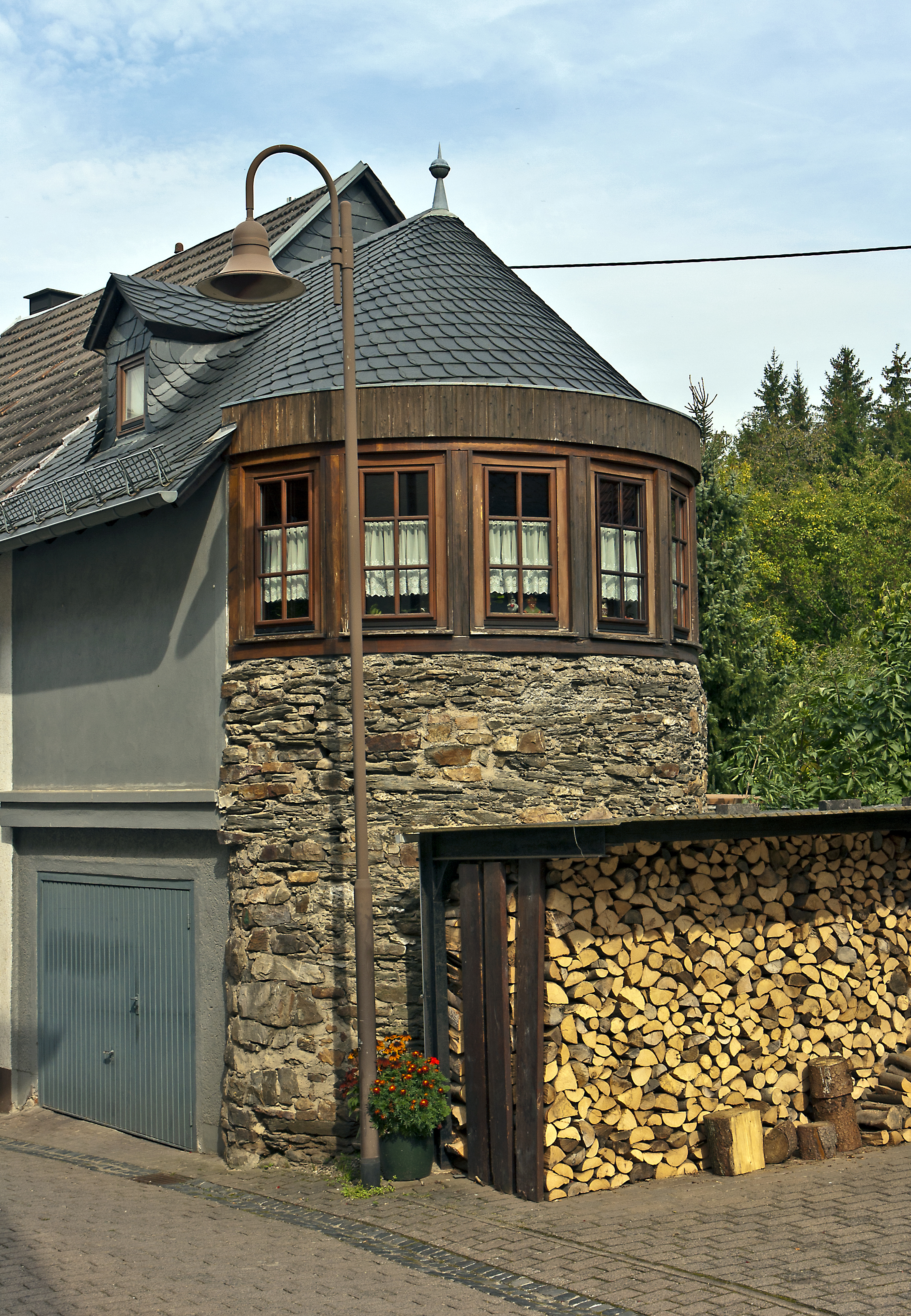
Wartturm der ehemaligen Ortsbefestigung

## Politik

### Gemeinderat
Der Gemeinderat in Oberheimbach besteht aus zwölf Ratsmitgliedern, die bei der Kommunalwahl am 9. Juni 2024 in einer personalisierten Verhältniswahl gewählt wurden, und dem ehrenamtlichen Ortsbürgermeister als Vorsitzendem.
Die Sitzverteilung im Gemeinderat:
| Wahl | SPD | CDU | Gesamt   |
| ---- | --- | --- | -------- |
| 2024 | 7   | 5   | 12 Sitze |
| 2019 | 8   | 4   | 12 Sitze |
| 2014 | 7   | 5   | 12 Sitze |
| 2009 | 8   | 4   | 12 Sitze |
| 2004 | 7   | 5   | 12 Sitze |

### Bürgermeister
Das Amt ist derzeit vakant. Letzter Ortsbürgermeister war Karl-Heinz Leinberger (SPD). Zuletzt bei der Direktwahl am 26. Mai 2019 wurde er mit einem Stimmenanteil von 91,69 % in seinem Amt bestätigt. Für die Direktwahl am 9. Juni 2024 wurde kein Wahlvorschlag eingereicht. Die Neuwahl eines Bürgermeisters erfolgt daher gemäß rheinland-pfälzischer Gemeindeordnung durch den Rat der Gemeinde. Bei der konstituierenden Sitzung am 24. Juli 2024 gab es jedoch keine Kandidaten. Der bisherige Ortsbürgermeister Karl-Heinz Leinberger erklärte daraufhin, sein Amt nach Einarbeitung der Beigeordneten niederzulegen, was inzwischen erfolgt ist. Die Amtsgeschäfte werden zunächst vom Ersten Beigeordneten Norbert Hölz (SPD) und dem weiteren Beigeordneten Franz-Josef Wirsch (CDU) fortgeführt.

### Wappen
| Wappen von Oberheimbach | Blasonierung: „In Gold ein roter Pfahl, belegt mit drei übereinander stehenden Mitren, rechts ein halber rotbewehrter und -bezungter schwarzer Adler am Pfahl, links eine grüne Traube mit grünem Traubenblatt.“                                                                      |
| Wappen von Oberheimbach | Wappenbegründung: Die drei Mitren verweisen auf die drei nachfolgenden Haupteigentümer den früheren kirchlichen Grundbesitzes in Oberheimbach; der Adler verweist auf die frühere Zugehörigkeit zu Preußen (1816–1945) und die Traube an die Bedeutung des Weinbaus für die Gemeinde. |

### Gemeindepartnerschaft
- Chargé in Frankreich

## Wirtschaft und Infrastruktur

### Weinbau
Oberheimbach ist geprägt vom Weinbau und mit 59 Hektar bestockter Rebfläche nach Boppard (65 Hektar) größte Weinbaugemeinde des Mittelrheins.

### Verkehr
- Zur Bundesstraße 9, die Mainz mit Koblenz verbindet, sind es in nordöstlicher Richtung ca. 2 km.
- Die Bundesautobahn 61 wird nach ca. 15 km an der Anschlussstelle Rheinböllen erreicht.
- Der nächste Bahnhof ist in Niederheimbach an der Bahnlinie Mainz – Koblenz.

## Persönlichkeiten
- Adam Schönwetter von Heimbach (um 1465–1519), Jurist, in Oberheimbach geboren; Stadtsyndikus in Frankfurt am Main und Verfasser der Frankfurter Reformation